# Parafia św. Jana Pawła II w Opolu
Parafia Świętego Jana Pawła II w Opolu – parafia rzymskokatolicka, znajdująca się w diecezji opolskiej, w dekanacie Opole. Pracują w niej oblaci.